# Equipe Olímpica de Refugiados nos Jogos Olímpicos de Verão de 2016

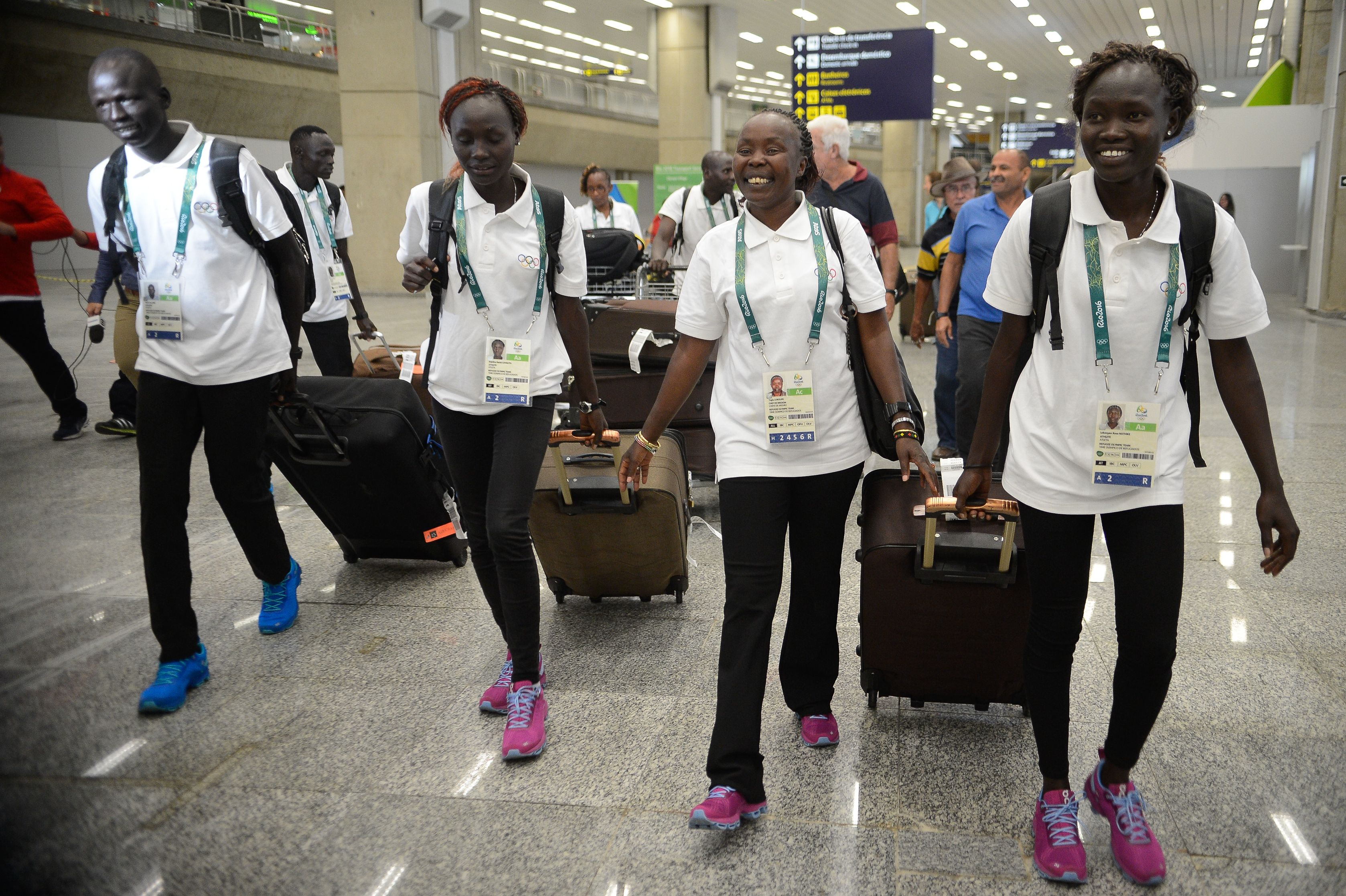
Integrantes da Equipe Olímpica de Refugiados desembarcam no Aeroporto Internacional do Rio de Janeiro.

Uma Equipe Olímpica de Refugiados competiu nos Jogos Olímpicos de Verão de 2016.

## História
Em março de 2016, o presidente do Comitê Olímpico Internacional, Thomas Bach,  declarou que dez refugiados seriam escolhidos para competir em um "Time de Atletas Olímpicos Refugiados", sob a bandeira olímpica e o código ROA, devido ao que ele descreveu como sendo uma "crise de refugiados global", manifestando-se em especial na crise migratória na Europa. Os dez atletas foram escolhidos em junho.

## Atletas
| Atleta            | País de origem | País de asilo | Esporte   | Evento              |
| ----------------- | -------------- | ------------- | --------- | ------------------- |
| James Chiengjiek  | Sudão do Sul   | Quênia        | Atletismo | 400 m (M)           |
| Yiech Biel        | Sudão do Sul   | Quênia        | Atletismo | 800 m (M)           |
| Paulo Lokoro      | Sudão do Sul   | Quênia        | Atletismo | 1500 m (M)          |
| Yonas Kinde       | Etiópia        | Luxemburgo    | Atletismo | Maratona (M)        |
| Popole Misenga    | RD Congo       | Brasil        | Judô      | –90 kg (M)          |
| Rami Anis         | Síria          | Bélgica       | Natação   | 100 m borboleta (M) |
| Rose Lokonyen     | Sudão do Sul   | Quênia        | Atletismo | 800 m (F)           |
| Anjelina Lohalith | Sudão do Sul   | Quênia        | Atletismo | 1500 m (F)          |
| Yolande Mabika    | RD Congo       | Brasil        | Judô      | –70 kg (F)          |
| Yusra Mardini     | Síria          | Alemanha      | Natação   | 200 m livre (F)     |

### Natação
| Atleta        | Prova           | Eliminatórias | Eliminatórias | Semifinal   | Semifinal   | Final       | Final       |
| Atleta        | Prova           | Tempo         | Pos.          | Tempo       | Pos.        | Tempo       | Pos.        |
| ------------- | --------------- | ------------- | ------------- | ----------- | ----------- | ----------- | ----------- |
| Yusra Mardini | 100 m borboleta | 1:09,21       | 40º           | Não avançou | Não avançou | Não avançou | Não avançou |